# Sybyzgy

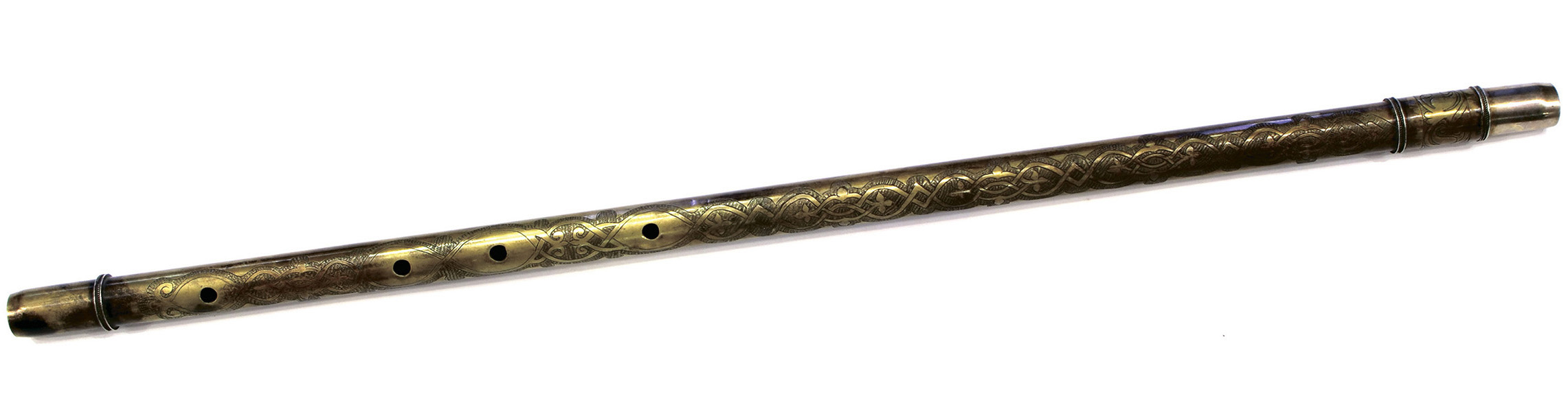
Sybyzgy orné, fait de plaques de cuivre

Le Sybyzgy (kazakh : Сыбызғы) est une flûte utilisée dans la musique kazakhe et la musique kirghize.
Le groupe de musique kazakhe, Ensemble Turan, mélangeant musique traditionnelle et musique contemporaine utilise cet instrument.

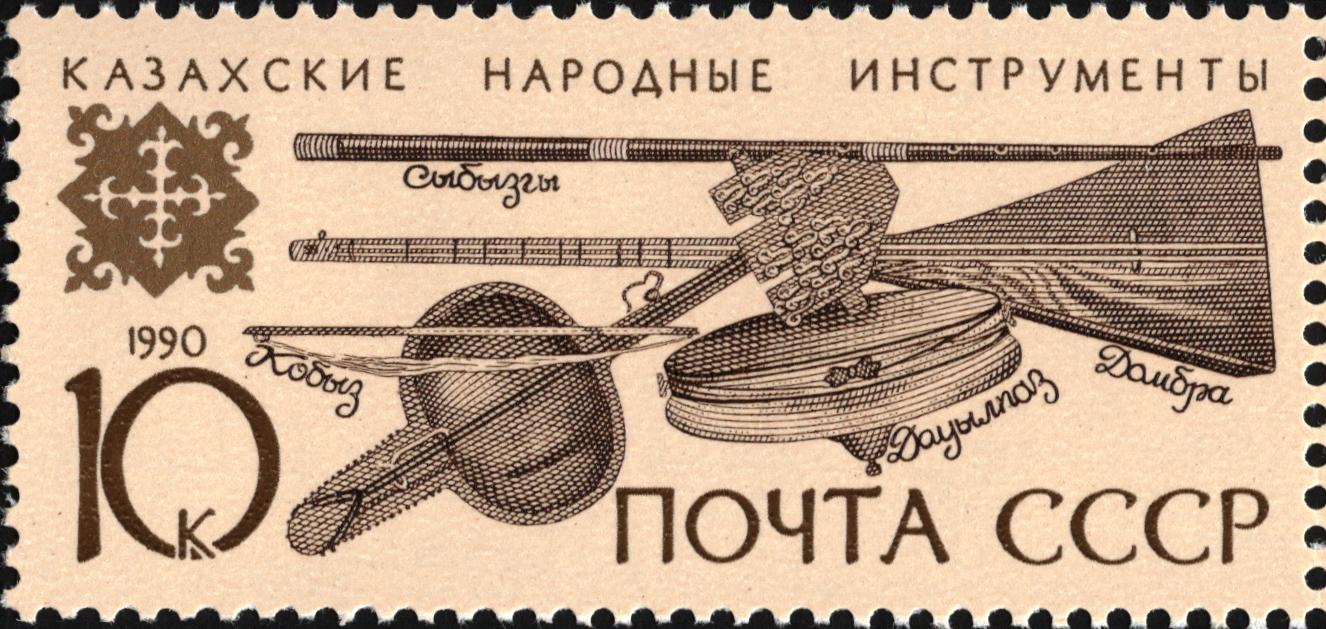
Un sybysgy (la plus en haut) sur un timbre de l'Union soviétique